# 오시마 지청 (가고시마현)

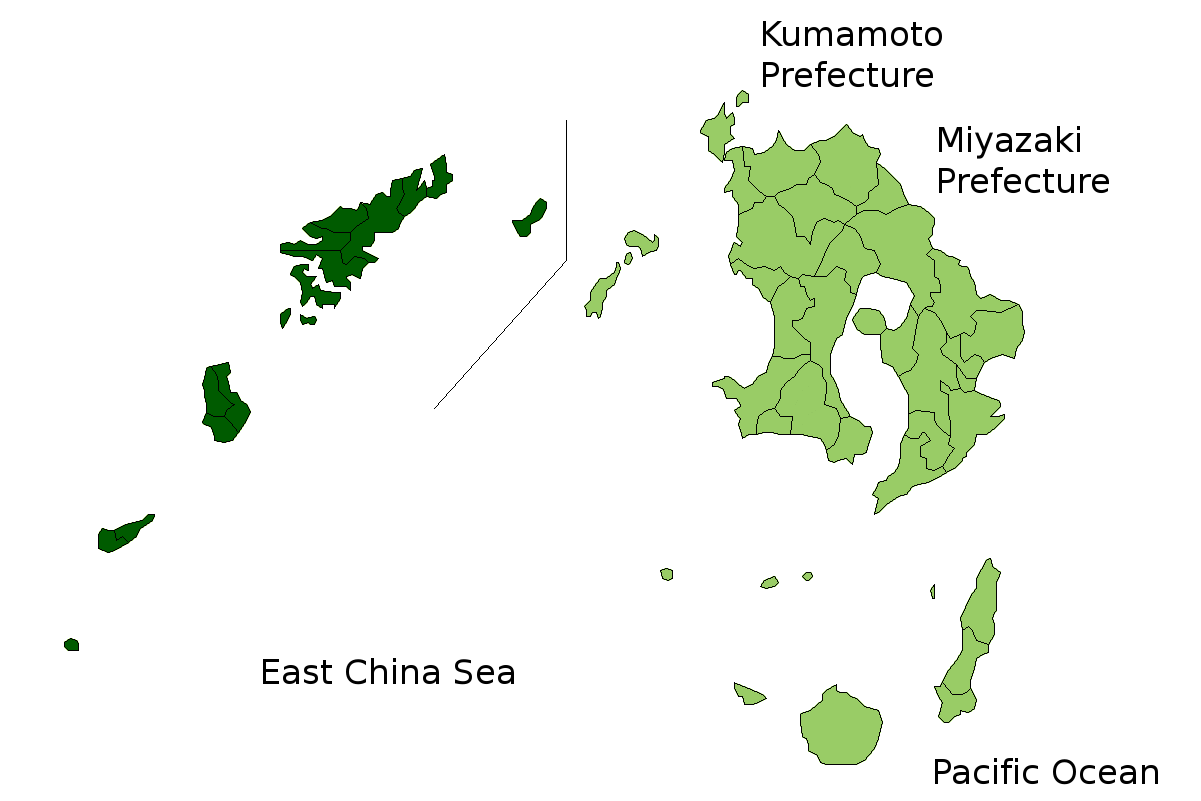
오시마 지청의 위치

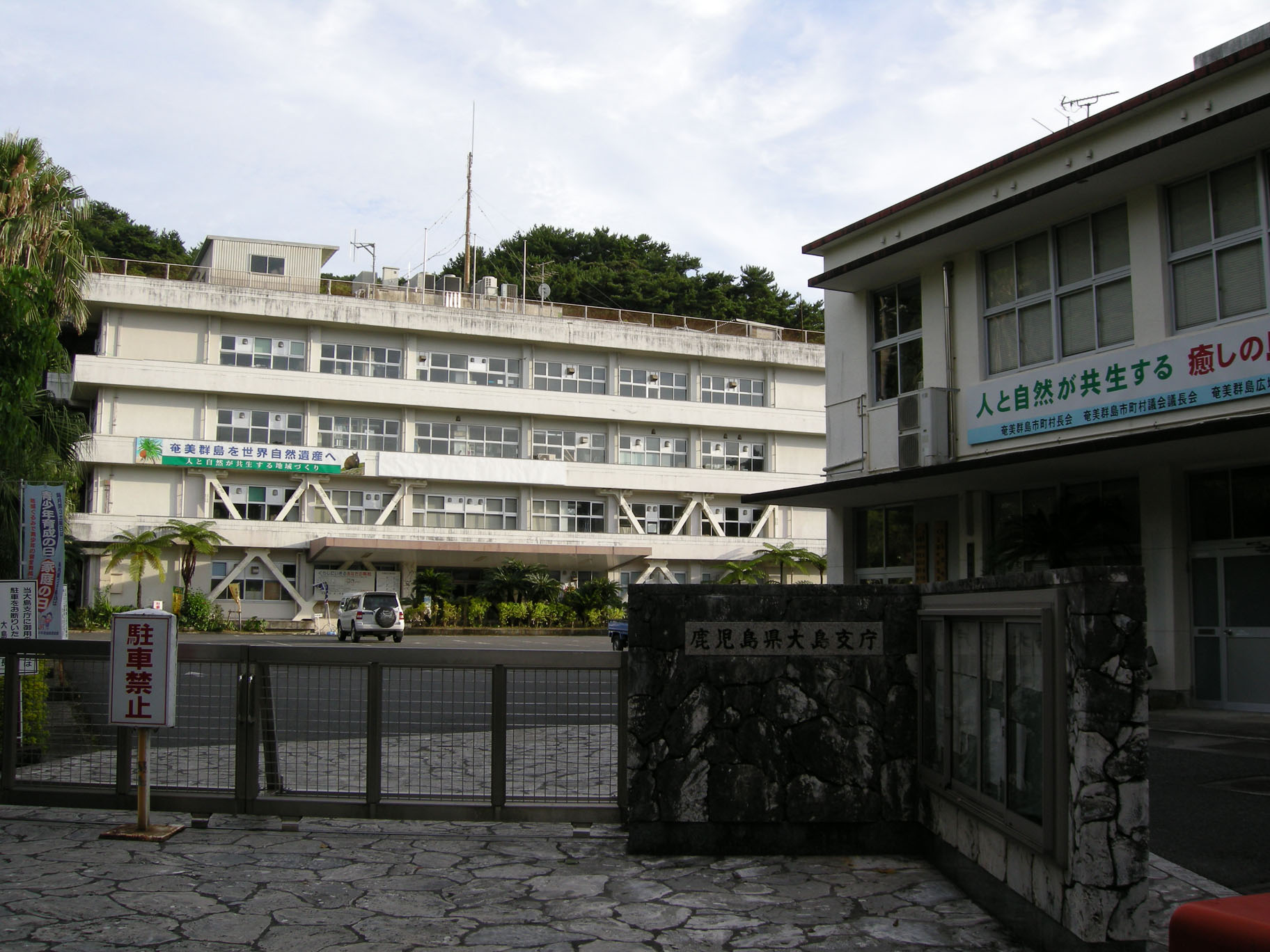
오시마 지청사무소

오시마 지청(일본어: 大島支庁)은 일본 가고시마현의 지청이다. 지청사무소는 아마미시에 위치한다.
아마미 제도의 이하의 자치체를 포함한다.
- 오시마 지청
  - 아마미시
  - 다쓰고정
  - 야마토촌

- 세토우치 사무소
  - 세토우치정
  - 우켄촌

- 기카이 사무소
  - 기카이정

- 도쿠노시마 사무소
  - 도쿠노시마정
  - 아마기정
  - 이센정

- 오키노에라부 사무소
  - 와도마리정
  - 지나정
  - 요론정